# JKP
JKP GmbH & Co. KG (kurz für Jochens kleine Plattenfirma) ist ein deutscher Verlag mit Sitz in Düsseldorf. Komplementär der Kommanditgesellschaft ist die JKP Verwaltungs GmbH. Für das Unternehmen zeichnete Jochen Hülder bis zu seinem Tod im Jahr 2015 als Geschäftsführer. Das Unternehmen ist das eigene und unabhängige Label der Band Die Toten Hosen.

## Unternehmensgeschichte
Jochen Hülder sammelte bereits seit den 1970er-Jahren Erfahrungen in der Musikbranche. Zunächst betreute er den Gitarristen Werner Lämmerhirt, später die Musikgruppen Hoelderlin, Mittagspause, Deutsch Amerikanische Freundschaft, The Wirtschaftswunder, Palais Schaumburg, Fehlfarben und ein Bob-Marley-Konzert. Er organisierte die Abschiedstour von ZK und arbeitete seit Gründung der Band Die Toten Hosen mit den Düsseldorfer Punkrockern zusammen. 1990 gründete Hülder zusammen mit Christian „Kiki“ Ressler, der ebenfalls seit Anbeginn mit der Band verbunden ist, die Konzertagentur KKT (Kikis Kleiner Tourneeservice). Seit 1989 war Hülder zudem Geschäftsführer der T.O.T. Musik GmbH und RKV (Richards kleiner Versand). Bei allen Unternehmen, einschließlich HKM (Heikes kleiner Musikverlag) und HNKAKBSM (Heikes noch kleinerer, aber kein bißchen schlechterer Musikverlag) waren Campino, Andreas von Holst, Andreas Meurer, Michael Breitkopf und Wolfgang Rohde gleichberechtigte Kommanditisten.
In der heutigen Firmierung ist JKP seit Oktober 1994 bekannt. Den Versand von Merchandiseprodukten, Tonträgern und Konzertkarten hat das Unternehmen Kauf Mich GmbH in Trostberg, mit Geschäftsführer Wolfgang Huber übernommen.
Neben seiner Arbeit für die Band Die Toten Hosen (→ Die Toten Hosen/Diskografie) betreute das Label andere Künstler, wie zum Beispiel Ohrbooten, T. V. Smith, Funny van Dannen, Antilopen Gang und Wolfgang Rohdes Musikgruppe Wölli & die Band des Jahres, die im Jahr 2011 gegründet wurde. Im Jahr 2007 übernahm JKP das Management von BLIND, ab 2011 das der Düsseldorfer Punkrockband Broilers, seit 2018 betreut JKP die Musikgruppe Feine Sahne Fischfilet und seit 2024 die Beatsteaks. Die Band In Extremo wurde von 2007 bis 2010 von JKP gemanagt.

## Bekannte Mitarbeiter
Im Zusammenhang mit der Medienpräsenz der Toten Hosen erreichten einige Mitarbeiter des Unternehmens Bekanntheit:
- Jochen Hülder (* 18. Oktober 1957; † 15. Januar 2015) war Manager der Band und Geschäftsführer des Unternehmens.
- Bollock (* 31. Dezember 1965; † 16. Mai 2000)[8] war Roadie, Freund der Band und von Anbeginn behilflich bei der Organisation der Konzerte.
- Uwe Faust (* 11. Februar 1956; † 29. Oktober 2009) war Bandbetreuer sowie ehemaliger Roadie und Mischer der Band. Er nannte sich in Anlehnung an Goethes Tragödie auch Dr. Faust. Nach dem Eklat um Norbert Hähnel trat Faust zusammen mit Elmar Packwitz in den 1980er-Jahren zeitweise mit einer Persiflage der Wildecker Herzbuben im Vorprogramm der Band auf.[9] In dem Film 3 Akkorde für ein Halleluja aus dem Jahr 1989 wurde er ausführlich über die Toten Hosen interviewt. Beim 1000. Konzert sang er als Elvis Presley verkleidet Love me Tender.[10] In Peter Thorwarths Kinokomödie Was nicht passt, wird passend gemacht spielte er 2002 eine kleine Nebenrolle. Seine größte mediale Wirkung hatte er 2003 durch regelmäßige Auftritte in der Toten-Hosen-Fernsehserie Friss oder stirb. Uwe Faust betrieb in seiner Heimatstadt Herne die Kneipe Dr. Faust.
- Patrick Orth, Geschäftsführer von JKP und Manager der Toten Hosen.
- Noppa Schütter kümmert sich auf den Konzerten um die Organisation hinter der Bühne. Im Rahmen der Friss-oder-Stirb-Tour im Jahr 2004 filmte er bei fast allen Konzerten das Publikum bei dem Lied You’ll Never Walk Alone. Einen Zusammenschnitt schickte die Band an den FC Liverpool, um dem Klub zu zeigen, welche Popularität das Stück in Deutschland besitzt.
- Kathleen Zabel ist Michael Breitkopfs Gitarren-Roadie.